# Mécleuves
Mécleuves – miejscowość i gmina we Francji, w regionie Grand Est, w departamencie Mozela.
Według danych na rok 1990 gminę zamieszkiwały 1073 osoby, a gęstość zaludnienia wynosiła 83 osób/km² (wśród 2335 gmin Lotaryngii Mécleuves plasuje się na 347. miejscu pod względem liczby ludności, natomiast pod względem powierzchni na miejscu 426.).